# Lonrai
Lonrai ist eine französische Gemeinde mit 1.084 Einwohnern (Stand: 1. Januar 2022) im Département Orne in der Region Normandie. Lonrai gehört zum Arrondissement Alençon und zum Kanton Damigny (bis 2015: Kanton Alençon-1). Die Gemeinde ist Teil des Gemeindeverbandes Communauté urbaine d’Alençon. Die Einwohner werden Lonréens genannt.

## Geographie
Lonrai liegt etwa vier Kilometer nordöstlich von Alençon. Umgeben wird Lonrai von den Nachbargemeinden Colombiers im Norden, Damigny im Osten, Condé-sur-Sarthe im Süden, Pacé im Westen sowie Cuissai im Nordwesten.
Durch den Süden der Gemeinde führt die Route nationale 12.

## Geschichte
Im Zweiten Weltkrieg befand sich hier der Flugplatz Lonray.

## Bevölkerungsentwicklung
| Jahr                      | 1962 | 1968 | 1975 | 1982 | 1990 | 1999 | 2006 | 2013 |
| ------------------------- | ---- | ---- | ---- | ---- | ---- | ---- | ---- | ---- |
| Einwohnerzahl             | 492  | 509  | 496  | 763  | 859  | 818  | 945  | 1147 |
| Quelle: Cassini und INSEE |      |      |      |      |      |      |      |      |

## Sehenswürdigkeiten
- Kirche Saint-Cyr aus dem 19. Jahrhundert
- Schloss Lonrai aus dem 17. Jahrhundert, im 19. Jahrhundert wieder errichtet

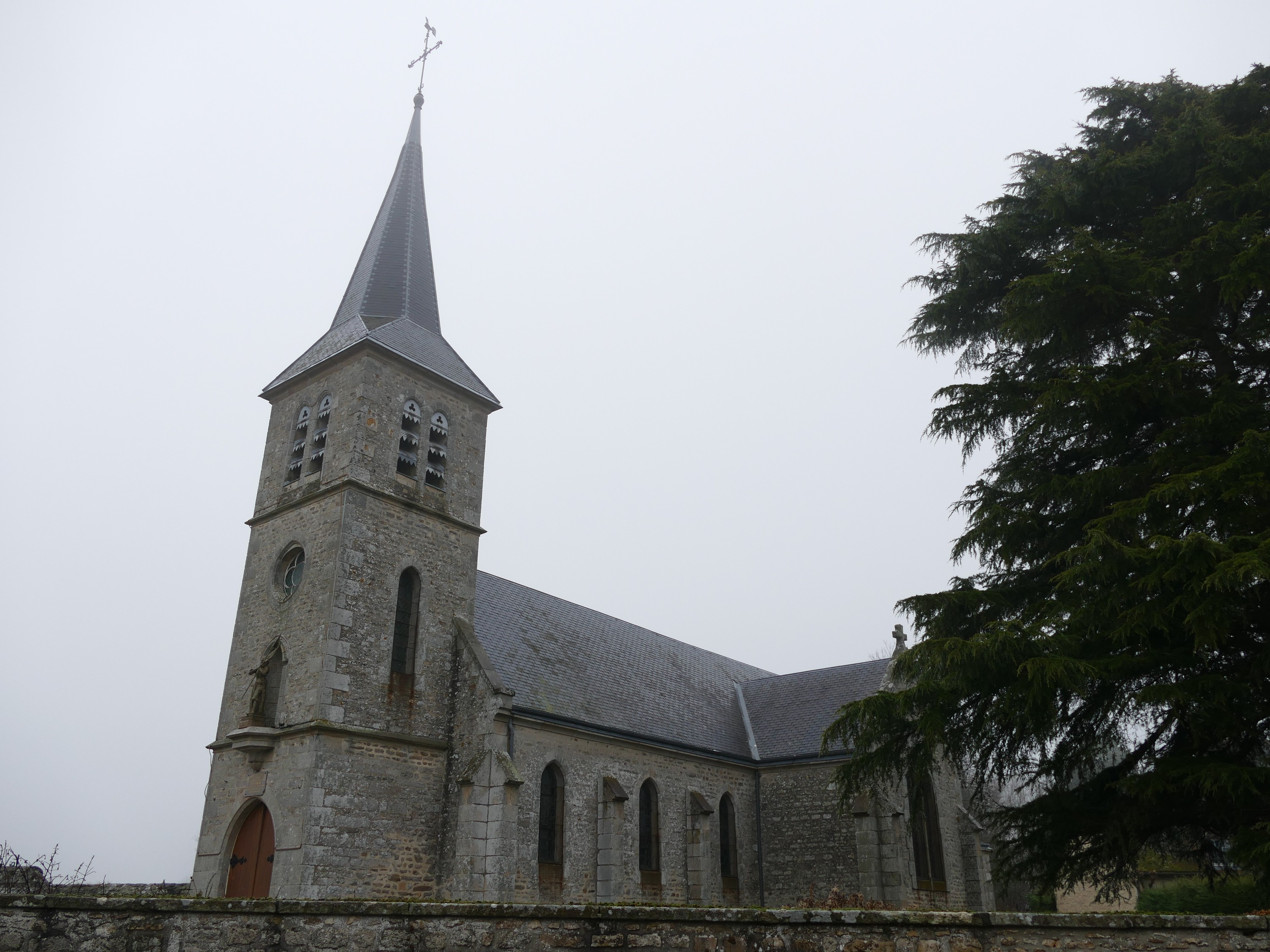
Kirche Saint-Cyr

## Persönlichkeiten
- Jacques II. de Goÿon de Matignon (1525–1598), Marschall Frankreichs